# Bandeira e escudo da Estremadura

A bandeira da Estremadura, segundo determina o Estatuto de Autonomia, está formada por três listras horizontais iguais, em supeior à inferior representando as cores verde, branca e preta.
Em relação à sua origem, esta bandeira aparece pela primeira vez nos anos 1970, após a morte do ditador Francisco Franco, em meio às reivindicações autonomistas que se estenderam por todas as regiões da Espanha.
As cores são representadas da seguinte maneira:
- Verde: cor do emblema da Ordem de Alcântara, nascida na província de Cáceres e posteriormente em Badajoz.
- Branca: foi a cor empregada no brasão do rei do Reino de Leão.
- Preta: em honra ao estandarte desta cor dos reis do Reino de Badajoz, cujos reinados se destacam pela sua contribuição à arte e à cultura.

## Escudo
É um típico escudo espanhol. O timbre tem uma coroa aberta; composto de oito flores de folhas de acanto (sendo visível apenas cinco), cravejadas de pedras preciosas. Escudo médio dividido em duas partes iguais (a metade superior dividida em dois quadrados), e a parte inferior.
Na parte superior, há dois quadrados. O primeiro, em ouro, tem um leão linguado e unhado. No segundo, em campo vermelho, há um castelo de ouro.
Na parte inferior, em campo azul, há duas colunas de ouro rodeadas por uma faixa de prata com a legenda "Plus Ultra", em letras vermelhas. Abaixo das colunas, tem ondas azuis e prateadas.
Sobre tudo isso, no centro do escudo, há um pequeno escudo de prata com uma árvore.